# Communauté de communes Maisons-Mesnil
La Communauté de communes Maisons-Mesnil est une ancienne structure intercommunale française, située dans le département des Yvelines et la région Île-de-France.  
Elle fusionne avec ses voisines pour former, le 1er janvier 2016, la communauté d'agglomération Saint-Germain Boucles de Seine.

## Historique
La communauté de communes, qui succède à un SIVOM  datant de 1964,  a été créée par un arrêté préfectoral du 25 juin 2012 qui a pris effet le 1er janvier 2013.
Le 1er janvier 2016, elle fusionne avec la communauté d'agglomération Saint-Germain Seine et Forêts, la communauté d'agglomération de la Boucle de la Seine, pour former la communauté d'agglomération Saint-Germain Boucles de Seine, qui comprend également la commune de Bezons.

## Territoire communautaire

### Composition
En 2015, la communauté regroupait  les deux communes suivantes :
- Le Mesnil-le-Roi
- Maisons-Laffitte

## Organisation

### Siège
Le siège de l'intercommunalité était en mairie de Maisons-Laffitte.

### Élus
La communauté de communes était administrée par son conseil communautaire, composé en 2015 de 9 conseillers municipaux, 7 pour Maisons-Laffitte et 2 pour Le Mesnil-le-Roi.
.

### Liste des présidents
| Période                                  | Période       | Identité      | Étiquette | Qualité |
| ---------------------------------------- | ------------- | ------------- | --------- | --- |
| Les données manquantes sont à compléter. |               |               |           | |
| ?                                        | décembre 2015 | Jacques Myard | UMP → LR  | Maire de Maisons-Laffitte (1989 → ) Député des Yvelines (1993 → 2017) Vice-président de la CA Saint Germain Boucles de Seine (2016 → ) |

### Compétences
L'intercommunalité exerçait les compétences qui lui avaient été transférées par les communes membres, dans les conditions définies par le code général des collectivités territoriales.
Il s'agissait de des compétences obligatoires de communautés de communes en matière de d'aménagement de l'espace et de développement économique. S'y ajoutaient l'environnement, les politiques du logement et du cadre de vie, la voirie, les équipements socio-culturels sportifs et de loisir, l'action sociale et tout ou partie de l'assainissement, ainsi que les transports en commun, de sécurité, de risques majeurs, de culture et d'enseignement..
En 2015, dans le cadre de la préparation de sa fusion avec d'autres intercommunalités pour créer la communauté d'agglomération Saint-Germain Boucles de Seine, la commununauté restitue aux communes diverses compétences, dont les équipements socio-culturels, sportifs et de loisir , ceux d'enseignement et la voirie.

### Régime fiscal et budget
La communauté de communes était un établissement public de coopération intercommunale à fiscalité propre.
Afin de financer l'exercice de ses compétences, la communauté de communes percevait une fiscalité additionnelle aux impôts locaux des communes, sans fiscalité professionnelle de zone (FPZ ) et sans fiscalité professionnelle sur les éoliennes (FPE).